# Jubileum Volume I
A Jubileum Volume I a svéd Bathory válogatáslemeze, mely 1992-ben jelent meg. A korai korszak dalai mellett helyett kapott rajta néhány "viking metal érás" dal is.

## Számlista
1. "Rider At The Gate Of Dawn" – 1:19
2. "Crawl To Your Cross" – 4:38
3. "Sacrifice" – 4:14
4. "Dies Irae" – 5:13
5. "Through Blood By Thunder" – 6:03
6. "You Don't Move Me (I Don't Give A Fuck)" – 3:30
7. "Odens Ride Over Nordland" – 3:00
8. "A Fine Day To Die" – 8:53
9. "War" – 2:15
10. "Enter The Eternal Fire" – 6:56
11. "Song To Hall Up High" – 2:43
12. "Sadist" – 2:58
13. "Under The Runes" – 5:57
14. "Equimanthorn" – 3:44
15. "Blood Fire Death" – 10:28